# 川越市立寺尾中学校
川越市立寺尾中学校（かわごえしりつ てらおちゅうがっこう）は、埼玉県川越市寺尾にある公立中学校。

## 沿革
- 1977年4月1日 - 川越市立高階中学校のマンモス化を解消するために川越市立寺尾中学校として開校
- 1977年11月22日 - 準校旗制定（この日を開校記念日とする）
- 1978年3月8日 - 校歌制定
- 1979年1月22日 - 校旗制定[1]

## 教育目標
- 気づき、考え、実行する、心豊かな生徒[2]

## 部活動

### 運動部
- サッカー部
- 野球部
- 卓球部（男子）
- 卓球部（女子）
- バスケットボール部（男子）
- バスケットボール部（女子）
- 剣道部
- ソフトテニス部（男子）
- ソフトテニス部（女子）
- 陸上競技部[3]

### 文化部
- 吹奏楽部
- 美術部
- ものつくり部